# Maximilian von Puttkamer
Albert August Maximilian von Puttkamer, född 28 juni 1831 på Gut Groß Nossen i Nedre Schlesien, död 5 mars 1906 i Baden-Baden, var en tysk politiker; kusin till Robert von Puttkamer. 
Puttkamer var 1879-89 understatssekreterare för rätts- och kultusväsendet i Elsass-Lothringen och 1889-1901 statssekreterare där. Som riksdagsman (1867-81) tillhörde han Tyska nationalliberala partiet.